# 小拜螳属
小拜螳属（学名：Liturgusella）为曼简螳科的一个属。

## 下属物种
本属包括以下物种：
- 马拉加斯小拜螳 Liturgusella malagassa Saussure & Zehntner, 1895